# 2016-os Copa América
A 2016-os Copa América (angolulːCentennial Cup-Amerika, eredeti nevén Copa América Centenario) a dél-amerikai válogatottak első számú tornájának a 45. kiírása volt. A tornát az Amerikai Egyesült Államokban rendezték június 3. és június 26. között. Az Amerikai Egyesült Államok ezelőtt még sohasem adott otthont a Copa Américának, valamint először fordult elő, hogy nem a Dél-amerikai Labdarúgó-szövetség tagországai közül került ki a rendező ország. A címvédő Chile volt, aki ebben az évben is meg tudta védeni címét. A tornát az előző évi kontinenstorna után, a Copa América megalapításának 100. évfordulójának tiszteletére rendezték meg, melynek győztese nem szerzett indulási jogot a 2017-es konföderációs kupára, ott a 2015-ös Copa América győztese indulhatott. Ennek végül nem lett jelentősége, mert mind a két tornát Chile nyerte.
Chile lett a negyedik nemzet, amely legalább két egymást követő tornát meg tudott nyerni, ez korábban Uruguaynak, Argentínának és Brazíliának sikerült . Argentína eközben harmadik egymás utáni döntőjét veszítette el nagy világversenyen a 2014-es világbajnokság és a 2015-ös Copa América fináléja után.

## Története
2012 februárjában Alfredo Hawit, a CONCACAF térség ügyvezető elnöke bejelentette, hogy a versenyre várhatóan 2016-ban kerül sor, mint a CONMEBOL centenáriumának ünnepsége. A CONMEBOL elnöke, Nicolás Leoz azt mondta: „Remélhetőleg olyan eseményt tudunk szervezni, ami méltó a 100 éves múlthoz.”
A versenyt a CONMEBOL jelentette be 2012. október 24-én, a CONCACAF pedig 2014. május 1-jén jelezte részvételét.
2014. szeptember 26-án a FIFA bejelentette, hogy a torna bekerült a hivatalos versenynaptárba, ami azt jelenti, hogy a kluboknak el kell engednie a játékosaikat a tornára.
A versenyt 2016 júniusában, a 2016-os labdarúgó-Európa-bajnoksággal egy időben rendezték.

### Korrupciós ügyek a torna körül
Az esemény megrendezése kétségessé vált miután több torna szervező és végrehajtó-bizottságában tartóztattak le embereket korrupció vádjával, köztük a torna résztvevőinek médiajogosultságainak tulajdonosánál, a Datisánál. 2014 decemberében José Hawilla beismerte bűnösségét korrupció, csalás, zsarolás és pénzmosás vádjában. Egy, az FBI által nyilvánosságra hozott ügyirat szerint a szervezők 20 millió amerikai dollár értékében kaptak, és fogadtak el kenőpénzeket. A CONCACAF 2015. október 21-én jelentette be, hogy megszületett a megállapodás a Datisával, két nap múlva pedig a CONCACAF, a CONMEBOL és az Amerikai labdarúgó-szövetség is bejelentette, hogy a torna megrendezése az eredeti tervek szerint folytatódik tovább.

## Trófea
2015. július 4-én, az előző évi Copa América döntőjében bejelentették, hogy a centenáriumi tornának új, erre az alkalomra gyártott trófeája lesz, amelyet a győztes végleg megtarthat. A trófeát a FIFA korrupciós botránya miatt csak 2016. április 28-án mutatták be, Kolumbiában, Bogotában.
2016. április 28-án a Copa América honlapján volt olvasható, hogy az "új" trófea valójában egy emléktrófea, amit a Centenario győztes válogatottja kap meg, míg az eredeti ezüst kupát ezentúl is vándorserlegként minden győztes birtokol négy évig, beleértve a 2016-os győztest is.. A Centenario trófea megtartotta az eredeti kupa sziulettjét, bevonata azonban aranyból készült, míg egy képet ábrázol a  Copa América Centenario felirattal és logóval. Mindkét oldalon csiszolt képeket látni Észak- és Dél-Amerikáról, emlékeztetve arra, hogy először rendezik a tornát Dél-Amerikán kívül. 
A hagyományos, fából készült alap helyett a  Centenario-trófea alapjába minden korábbi részt vevő ország nevét belevésték. (Az eredeti trófeán a győztes országoké olvasható). További logók és feliratok: logók mind CONMEBOL és CONCACAF (a két részt vevő konföderáció) részéről, a centenáriumra emlékeztető évszám-pár "1916-2016", és egy mondat, "La Copa del Siglo" azaz "Amerikai összefogás".

## A házigazda ország kiválasztása
Luis Chiriboga, az Ecuadori labdarúgó-szövetség elnöke úgy nyilatkozott, hogy Mexikó vagy az Egyesült Államok nagyszerű rendezők és házigazdák lennének egy ilyen eseményen, hiszen korábban a térség mindkét országa rendezett már világbajnokságot. A lehetőségek, a piac, a pénzügy helyzete, és a stadionok állapota is mind az USA mellett szóltak, végül 2014. május 1-én jelentették be, hogy a tornát 2016. június 3. és 26. között az Egyesült Államokban rendezik meg.
A torna alatt, június 7-én Wilmar Valdez, az Uruguayi labdarúgó-szövetség elnöke élesen kritizálta ezt a döntést, mondván az USA-ban nincsenek akkora hagyományai a labdarúgásnak, ezért alkalmatlan egy ilyen torna megrendezésére. Tette mindezt az után, hogy a Mexikó-Uruguay mérkőzés előtt a rendezők tévesen a chilei himnuszt játszották le az uruguayi helyett.

## Résztvevők
A 10 CONMEBOL-tagország mellett hat meghívott csapat vesz részt. A rendező Egyesült Államok csapata automatikus résztvevő, csakúgy, mint a címvédő Chile. Végül a CONCACAF térség 6 válogatottal képviselteti magát, így a centenáriumi Copa América 16 csapatos.
| - Argentína - Bolívia - Brazília - Chile (címvédő) | - Kolumbia - Ecuador - Jamaica - Egyesült Államok (rendező) | - Paraguay - Peru - Uruguay - Venezuela | - Mexikó - Panama - Haiti - Costa Rica |

## Megnyitó
A centenáriumi Copa América hivatalos megnyitó ünnepségét Kaliforniában, a Levi Stadionban rendezték, fellépett többek közt Jason Derulo és a kanadai Magic zenekar is.

## Helyszínek
2015. január 8-án a CONCACAF és CONMEBOL bejelentette azt a 24 amerikai nagyvárost, amely készen állt a mérkőzések megrendezésére. Követelmény volt a stadionokkal kapcsolatban, hogy azok legalább 50 ezer néző befogadására képesek legyenek. A hivatalos, 2015 májusára várt bejelentés a 10 helyszínről és stadionról a FIFA korrupciós botrányai miatt húzódott, ahol felmerült, hogy a két tagszövetség elnöke kenőpénzeket fogadott el mint egy 112.500.000 amerikai dollár értékben. A CONMEBOL kifejezte reményét, hogy az esemény túl tud lendülni a botrányokon. 2015. november 19-én végül a két kontinentális szövetség és a rendező Amerikai labdarúgó-szövetség a következő tíz rendező várost jelentette be a 2016-os Copa América helyszínéülː
| Chicago                                | Santa Clara                                                                                      | Philadelphia                                                                                     | Glendale                                       |
| -------------------------------------- | ------------------------------------------------------------------------------------------------ | ------------------------------------------------------------------------------------------------ | ---------------------------------------------- |
| Soldier Field Férőhely: 61 500         | Levi's Stadium Férőhely: 71 139                                                                  | Lincoln Financial Field Férőhely: 68 532                                                         | University of Phoenix Stadium Férőhely: 63 400 |
|                                        |                                                                                                  |                                                                                                  |                                                |
| Orlando                                | Pasadena San Francisco Philadelphia Glendale Orlando Houston New York Foxborough Chicago Seattle | Pasadena San Francisco Philadelphia Glendale Orlando Houston New York Foxborough Chicago Seattle | Houston                                        |
| Camping World Stadium Férőhely: 70 188 | Pasadena San Francisco Philadelphia Glendale Orlando Houston New York Foxborough Chicago Seattle | Pasadena San Francisco Philadelphia Glendale Orlando Houston New York Foxborough Chicago Seattle | NRG Stadium Férőhely: 69 500                   |
|                                        | Pasadena San Francisco Philadelphia Glendale Orlando Houston New York Foxborough Chicago Seattle | Pasadena San Francisco Philadelphia Glendale Orlando Houston New York Foxborough Chicago Seattle |                                                |
| New York - New Jersey                  | Foxborough                                                                                       | Pasadena                                                                                         | Seattle                                        |
| MetLife Stadium Férőhely: 82 566       | Gillette Stadion Férőhely: 68 756                                                                | Rose Bowl Férőhely: 91 136                                                                       | CenturyLink Field Férőhely: 67 000             |
|                                        |                                                                                                  |                                                                                                  |                                                |

## Játékvezetők

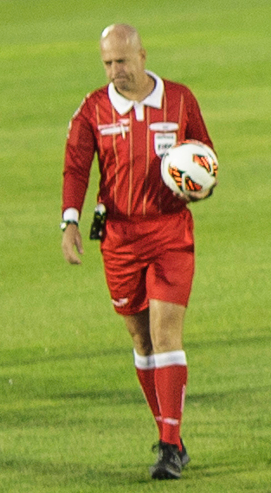
Héber Lopes, a döntő játékvezetője.

| Ország                    | Játékvezető           | Asszisztensek                            |
| ------------------------- | --------------------- | ---------------------------------------- |
| Argentína                 | Patricio Loustau      | Ezequiel Brailovsky Ariel Mariano Scime  |
| Bolívia                   | Gery Vargas           | Javier Bustillos Juan P. Montaño         |
| Brazília                  | Héber Lopes           | Kléber Gil Bruno Boschilia               |
| Brazília                  | Wilton Sampaio        | Gustavo Rossi Alexander Léon             |
| Chile                     | Julio Bascuñán        | Carlos Astroza Christian Schiemann       |
| Kolumbia                  | Wilmar Roldán         | Alexander Guzmán Wilmar Navarro          |
| Kolumbia                  | Wilson Lamouroux      | Alexander Guzmán Corey Parker            |
| Costa Rica                | Ricardo Montero       | Octavio Jara Juan Mora                   |
| Kuba                      | Yadel Martínez        | Joe Fletcher Darío Gaona                 |
| Ecuador                   | Roddy Zambrano        | Luis Vera Byron Romero                   |
| Salvador                  | Joel Aguilar          | Juan Zumba William Torres                |
| Mexikó                    | Roberto García Orozco | José Luis Camargo Alberto Morín          |
| Panama                    | Jhon Pitti            | Gabriel Victoria Cristian Ramírez        |
| Paraguay                  | Enrique Cáceres       | Eduardo Cardozo Milciades Saldívar       |
| Peru                      | Víctor Carrillo       | Jorge Luis Yupanqui Namuche Coty Carrera |
| Amerikai Egyesült Államok | Mark Geiger           | Charles Morgante Joe Fletcher            |
| Amerikai Egyesült Államok | Jair Marrufo          | Peter Manikowski Corey Rockwell          |
| Uruguay                   | Daniel Fedorczuk      | Nicolás Taran Richard Trinidad           |
| Uruguay                   | Andrés Cunha          | Nicolás Taran Richard Trinidad           |
| Venezuela                 | José Argote           | Luis Murillo Luis Alfonso Sánchez Pérez  |

| Ország           | Negyedik játékvezetők  |
| ---------------- | ---------------------- |
| Brazília         | Wilton Pereira Sampaio |
| Kolumbia         | Wilson Lamouroux       |
| Egyesült Államok | Armando Villarreal     |
| Uruguay          | Daniel Fedorczuk       |

| Ország                    | Tartalék játékvezetők         |
| ------------------------- | ----------------------------- |
| Argentína                 | Gustavo Fabián Rossi Fagivoli |
| Kolumbia                  | John Alexander León Sánchez   |
| Paraguay                  | Darío Antonio Gaona Rodríguez |
| Amerikai Egyesült Államok | Corey Parker                  |

## Csoportkör

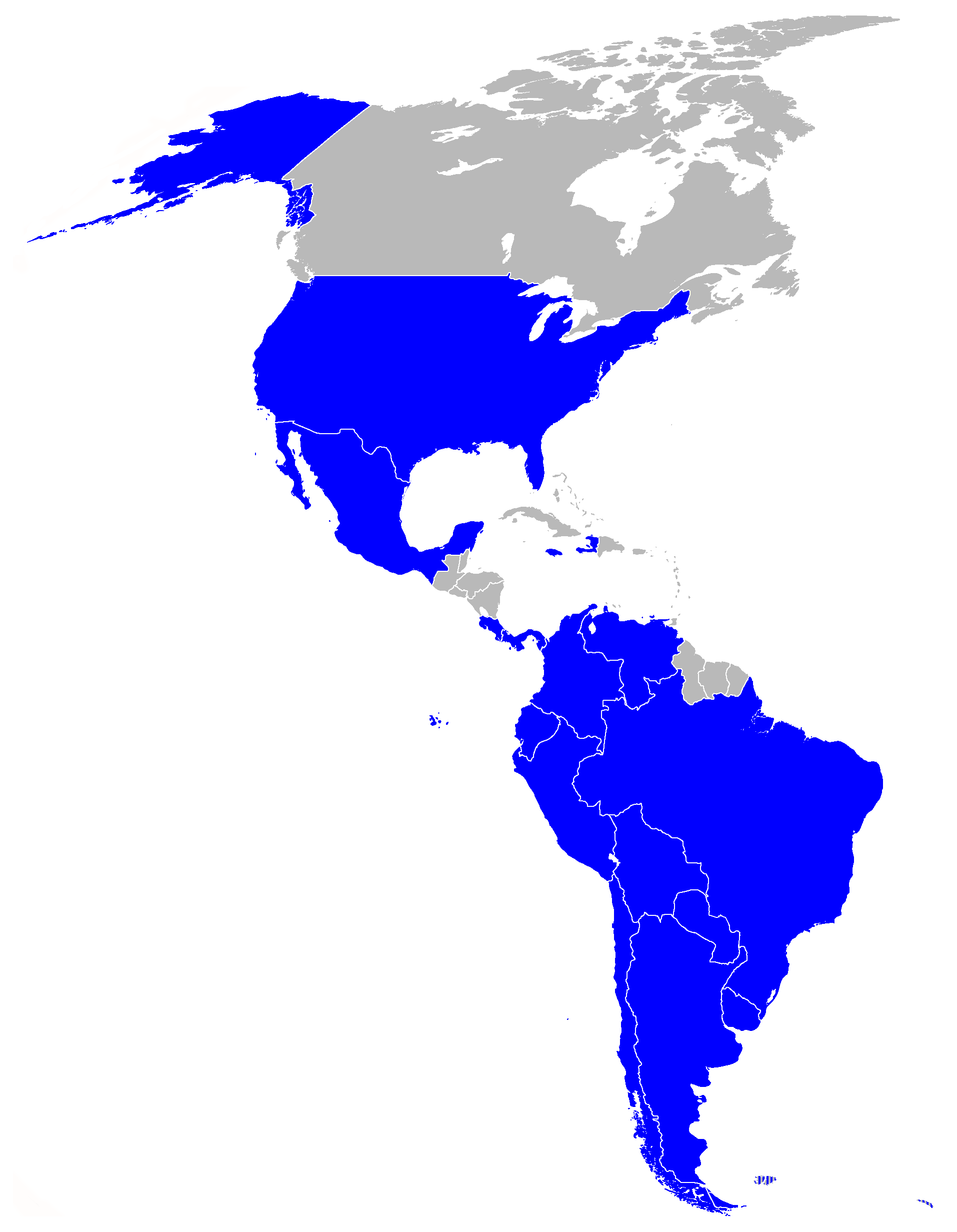
Térkép a részt vevő országokról.

A torna menetrendjét 2015. december 17-én jelentették be hivatalosan. A csoportok sorsolását 2016. február 21.én tartották New York-ban, a csapatokat a 2015 decemberében kiadott FIFA-világranglista alapján beosztott kalapokból sorsolták csoportokba.
2016. május 20-ig kellett a válogatottaknak leadniuk a kereteiket, amelyek 23 játékosból álltak, ebből három kötelezően kapus kellett hogy legyen.
Minden csoportból az első kettő jutott tovább a negyeddöntőbe. Azonos pontszám esetén a gólkülönbség döntött, ha az is egyenlő, akkor a több lőtt gól, és csak ezután számított az egymás elleni eredmény.

### A csoport
| Csapat           | M | Gy | D | V | G+ | G– | Gk | P |
| ---------------- | - | -- | - | - | -- | -- | -- | - |
| Egyesült Államok | 3 | 2  | 0 | 1 | 5  | 2  | +3 | 6 |
| Kolumbia         | 3 | 2  | 0 | 1 | 6  | 4  | +2 | 6 |
| Costa Rica       | 3 | 1  | 1 | 1 | 3  | 6  | –3 | 4 |
| Paraguay         | 3 | 0  | 1 | 2 | 1  | 3  | –2 | 1 |

| 2016. június 3. 18:30 (UTC–7) |

| Egyesült Államok | 0–2               | Kolumbia                |
| ---------------- | ----------------- | ----------------------- |
|                  | (0–2) Jegyzőkönyv | Zapata 8' Rodríguez 42' |

| Levi's Stadium, Santa Clara Nézőszám: 67 439 Játékvezető: Roberto García Orozco (mexikói) |

| 2016. június 4. 17:00 (UTC–4) |

| Costa Rica | 0–0         | Paraguay |
| ---------- | ----------- | -------- |
|            | Jegyzőkönyv |          |

| Camping World Stadium, Orlando Nézőszám: 14 334 Játékvezető: Patricio Loustau (argentin) |

| 2016. június 7. 19:00 (UTC–5) |

| Egyesült Államok                                  | 4–0               | Costa Rica |
| ------------------------------------------------- | ----------------- | ---------- |
| Dempsey 9' (11-esből) Jones 37' Wood 42' Zusi 87' | (3–0) Jegyzőkönyv |            |

| Soldier Field, Chicago Nézőszám: 39 642 Játékvezető: Roddy Zambrano (ecuadori) |

| 2016. június 7. 19:30 (UTC–7) |

| Kolumbia                | 2–1               | Paraguay        |
| ----------------------- | ----------------- | --------------- |
| Bacca 12' Rodríguez 30' | (2–0) Jegyzőkönyv | Ayala Núñez 71' |

| Rose Bowl, Pasadena Nézőszám: 42 766 Játékvezető: Héber Lopes (brazil) |

| 2016. június 11. 19:00 (UTC–4) |

| Egyesült Államok | 1–0               | Paraguay |
| ---------------- | ----------------- | -------- |
| Dempsey 27'      | (1–0) Jegyzőkönyv |          |

| Lincoln Financial Field, Philadelphia Nézőszám: 51 041 Játékvezető: Julio Bascuñán (chilei) |

| 2016. június 11. 20:00 (UTC–5) |

| Kolumbia            | 2–3               | Costa Rica                              |
| ------------------- | ----------------- | --------------------------------------- |
| Fabra 7' Moreno 73' | (1–2) Jegyzőkönyv | Venegas 2' Fabra 34' (öngól) Borges 58' |

| NRG Stadium, Houston Nézőszám: 45 808 Játékvezető: José Argote (venezuelai) |

### B csoport
| Csapat   | M | Gy | D | V | G+ | G– | Gk  | P |
| -------- | - | -- | - | - | -- | -- | --- | - |
| Peru     | 3 | 2  | 1 | 0 | 4  | 2  | +2  | 7 |
| Ecuador  | 3 | 1  | 2 | 0 | 6  | 2  | +4  | 5 |
| Brazília | 3 | 1  | 1 | 1 | 7  | 2  | +5  | 4 |
| Haiti    | 3 | 0  | 0 | 3 | 1  | 12 | –11 | 0 |

| 2016. június 4. 16:30 (UTC–7) |

| Haiti | 0–1               | Peru         |
| ----- | ----------------- | ------------ |
|       | (0–1) Jegyzőkönyv | Guerrero 61' |

| CenturyLink Field, Seattle Nézőszám: 20 190 Játékvezető: Jhon Pitti (panamai) |

| 2016. június 4. 19:00 (UTC–7) |

| Brazília | 0–0         | Ecuador |
| -------- | ----------- | ------- |
|          | Jegyzőkönyv |         |

| Rose Bowl, Pasadena Nézőszám: 53 158 Játékvezető: Julio Bascuñán (chilei) |

| 2016. június 8. 19:30 (UTC–4) |

| Brazília                                                    | 7–1               | Haiti        |
| ----------------------------------------------------------- | ----------------- | ------------ |
| Coutinho 14' 29' 90+2' Augusto 35' 86' Gabriel 59' Lima 67' | (3–0) Jegyzőkönyv | Marcelin 70' |

| Camping World Stadium, Orlando Nézőszám: 28 241 Játékvezető: Mark Geiger (amerikai) |

| 2016. június 8. 19:00 (UTC–6) |

| Ecuador                     | 2–2               | Peru                |
| --------------------------- | ----------------- | ------------------- |
| E. Valencia 39' Bolaños 48' | (1–2) Jegyzőkönyv | Cueva 5' Flores 13' |

| University of Phoenix Stadium, Glendale Nézőszám: 11 937 Játékvezető: Wilmar Roldán (kolumbiai) |

| 2016. június 12. 18:30 (UTC–4) |

| Ecuador                                             | 4–0               | Haiti |
| --------------------------------------------------- | ----------------- | ----- |
| E. Valencia 11' Ayoví 20' Noboa 57' A. Valencia 78' | (2–0) Jegyzőkönyv |       |

| MetLife Stadium, East Rutherford Nézőszám: 50 976 Játékvezető: Gery Vargas (bolíviai) |

| 2016. június 12. 20:30 (UTC–4) |

| Brazília | 0–1               | Peru        |
| -------- | ----------------- | ----------- |
|          | (0–0) Jegyzőkönyv | Ruidíaz 75' |

| Gillette Stadion, Foxborough Nézőszám: 36 187 Játékvezető: Andrés Cunha (uruguayi) |

### C csoport
| Csapat    | M | Gy | D | V | G+ | G– | Gk | P |
| --------- | - | -- | - | - | -- | -- | -- | - |
| Mexikó    | 3 | 2  | 1 | 0 | 6  | 2  | +4 | 7 |
| Venezuela | 3 | 2  | 1 | 0 | 3  | 1  | +2 | 7 |
| Uruguay   | 3 | 1  | 0 | 2 | 4  | 4  | 0  | 3 |
| Jamaica   | 3 | 0  | 0 | 3 | 0  | 6  | –6 | 0 |

| 2016. június 5. 16:00 (UTC–5) |

| Jamaica | 0–1               | Venezuela    |
| ------- | ----------------- | ------------ |
|         | (0–1) Jegyzőkönyv | Martínez 15' |

| Soldier Field, Chicago Nézőszám: 25 560 Játékvezető: Víctor Carrillo (perui) |

| 2016. június 5. 17:00 (UTC–6) |

| Mexikó                                       | 3–1               | Uruguay   |
| -------------------------------------------- | ----------------- | --------- |
| Pereira 4' (öngól) Márquez 85' Herrera 90+2' | (1–0) Jegyzőkönyv | Godín 74' |

| University of Phoenix Stadium, Glenadle Nézőszám: 60 025 Játékvezető: Enrique Cáceres (paraguayi) |

| 2016. június 9. 19:30 (UTC–4) |

| Uruguay | 0–1               | Venezuela  |
| ------- | ----------------- | ---------- |
|         | (0–1) Jegyzőkönyv | Rondón 36' |

| Lincold Financial Field, Philadelphia Nézőszám: 23 002 Játékvezető: Patricio Loustau (argentin) |

| 2016. június 9. 19:00 (UTC–7) |

| Mexikó                    | 2–0               | Jamaica |
| ------------------------- | ----------------- | ------- |
| Hernández 18' Peralta 81' | (1–0) Jegyzőkönyv |         |

| Rose Bowl, Pasadena Nézőszám: 83 263 Játékvezető: Wilton Sampaio (brazil) |

| 2016. június 13. 19:00 (UTC–5) |

| Mexikó           | 1–1               | Venezuela     |
| ---------------- | ----------------- | ------------- |
| J. M. Corona 80' | (0–1) Jegyzőkönyv | Velázquez 10' |

| NRG Stadium, Houston Játékvezető: Yadel Martínez (kubai) |

| 2016. június 13. 19:00 (UTC–7) |

| Uruguay                                        | 3–0               | Jamaica |
| ---------------------------------------------- | ----------------- | ------- |
| A. Hernández 21' Watson 66' (öngól) Corujo 88' | (1–0) Jegyzőkönyv |         |

| Levi's Stadium, Santa Clara Játékvezető: Wilson Lamouroux (kolumbiai) |

### D csoport
| Csapat    | M | Gy | D | V | G+ | G– | Gk | P |
| --------- | - | -- | - | - | -- | -- | -- | - |
| Argentína | 3 | 3  | 0 | 0 | 10 | 1  | +9 | 9 |
| Chile     | 3 | 2  | 0 | 1 | 7  | 5  | +2 | 6 |
| Panama    | 3 | 1  | 0 | 2 | 4  | 10 | –6 | 3 |
| Bolívia   | 3 | 0  | 0 | 3 | 2  | 7  | –5 | 0 |

| 2016. június 6. 19:00 (UTC–4) |

| Panama        | 2–1               | Bolívia  |
| ------------- | ----------------- | -------- |
| Pérez 11' 87' | (1–0) Jegyzőkönyv | Arce 54' |

| Camping World Stadium, Orlando Nézőszám: 13 466 Játékvezető: Ricardo Montero (Costa Rica-i) |

| 2016. június 6. 19:00 (UTC–7) |

| Argentína               | 2–1               | Chile            |
| ----------------------- | ----------------- | ---------------- |
| Di María 51' Banega 59' | (0–0) Jegyzőkönyv | Fuenzalida 90+3' |

| Levi's Stadium, Santa Clara Nézőszám: 69 451 Játékvezető: Daniel Fedorczuk (uruguayi) |

| 2016. június 10. 19:00 (UTC–4) |

| Chile                       | 2–1               | Bolívia    |
| --------------------------- | ----------------- | ---------- |
| Vidal 46' 90+10' (11-esből) | (0–0) Jegyzőkönyv | Campos 61' |

| Gillette Stadion, Foxborough Nézőszám: 19 392 Játékvezető: Jair Marrufo (amerikai) |

| 2016. június 10. 20:30 (UTC–5) |

| Argentína                                | 5–0               | Panama |
| ---------------------------------------- | ----------------- | ------ |
| Otamendi 7' Messi 68' 78' 87' Agüero 90' | (1–0) Jegyzőkönyv |        |

| Soldier Field, Chicago Nézőszám: 53 885 Játékvezető: Joel Aguilar (salvadori) |

| 2016. június 14. 20:00 (UTC–4) |

| Chile                          | 4–2               | Panama                |
| ------------------------------ | ----------------- | --------------------- |
| Vargas 15' 43' Sánchez 50' 89' | (2–1) Jegyzőkönyv | Camargo 5' Arroyo 75' |

| Lincoln Financial Field, Philadelphia Nézőszám: 27 260 Játékvezető: Roddy Zambrano (ecuadori) |

| 2016. június 14. 19:00 (UTC–7) |

| Argentína                         | 3–0               | Bolívia |
| --------------------------------- | ----------------- | ------- |
| Lamela 13' Lavezzi 15' Cuesta 32' | (3–0) Jegyzőkönyv |         |

| CenturyLink Field, Seattle Nézőszám: 45 753 Játékvezető: Víctor Carrillo (perui) |

## Egyenes kieséses szakasz
|  |              |                  |              |            |       |                  |                  |                  |                  |               |               |       |       |
|  | Negyeddöntők | Negyeddöntők     | Negyeddöntők |            |       | Elődöntők        | Elődöntők        | Elődöntők        |                  |               | Döntő         | Döntő | Döntő |
|  | Negyeddöntők | Negyeddöntők     | Negyeddöntők |            |       | Elődöntők        | Elődöntők        | Elődöntők        |                  |               | Döntő         | Döntő | Döntő |
|  | június 16.   |                  |              |            |       |                  |                  |                  |                  |               |               |       |       |
|  |              |                  |              |            |       |                  |                  |                  |                  |               |               |       |       |
|  | A1           | Egyesült Államok | 2            |            |       |                  |                  |                  |                  |               |               |       |       |
|  | A1           | Egyesült Államok | 2            | június 21. |       |                  |                  |                  |                  |               |               |       |       |
|  | B2           | Ecuador          | 1            |            |       |                  |                  |                  |                  |               |               |       |       |
|  | B2           | Ecuador          | 1            |            |       | Egyesült Államok | Egyesült Államok | 0                |                  |               |               |       |       |
|  | június 18.   |                  |              |            |       | Egyesült Államok | Egyesült Államok | 0                |                  |               |               |       |       |
|  |              |                  | Argentína    | Argentína  | 4     |                  |                  |                  |                  |               |               |       |       |
|  | D1           | Argentína        | Argentína    | Argentína  | 4     | 4                |                  |                  |                  |               |               |       |       |
|  | D1           | Argentína        |              |            |       | 4                | június 26.       |                  |                  |               |               |       |       |
|  | C2           | Venezuela        | 1            |            |       |                  |                  |                  |                  |               |               |       |       |
|  | C2           | Venezuela        | 1            |            |       | Argentína        | Argentína        | 0 (2)            |                  |               |               |       |       |
|  | június 17.   |                  |              |            |       | Argentína        | Argentína        | 0 (2)            |                  |               |               |       |       |
|  |              |                  | Chile        | Chile      | 0 (4) |                  |                  |                  |                  |               |               |       |       |
|  | B1           | Peru             | Chile        | Chile      | 0 (4) | 0 (2)            |                  |                  |                  |               |               |       |       |
|  | B1           | Peru             | június 22.   |            |       | 0 (2)            |                  |                  |                  |               |               |       |       |
|  | A2           | Kolumbia         | 0 (4)        |            |       |                  |                  |                  |                  |               |               |       |       |
|  | A2           | Kolumbia         | 0 (4)        |            |       | Kolumbia         | Kolumbia         | 0                | Bronzmérkőzés    | Bronzmérkőzés | Bronzmérkőzés |       |       |
|  | június 18.   |                  |              |            |       | Kolumbia         | Kolumbia         | 0                | Bronzmérkőzés    | Bronzmérkőzés | Bronzmérkőzés |       |       |
|  |              |                  | Chile        | Chile      | 2     |                  |                  | június 25.       | június 25.       | június 25.    |               |       |       |
|  | C1           | Mexikó           | Chile        | Chile      | 2     | 0                |                  | június 25.       | június 25.       | június 25.    |               |       |       |
|  | C1           | Mexikó           |              |            |       |                  |                  | Egyesült Államok | Egyesült Államok | 0             |               |       |       |
|  | D2           | Chile            | 7            |            |       |                  |                  | Egyesült Államok | Egyesült Államok | 0             |               |       |       |
|  | D2           | Chile            | 7            |            |       | Kolumbia         | Kolumbia         | 1                |                  |               |               |       |       |
|  |              |                  |              |            |       | Kolumbia         | Kolumbia         | 1                |                  |               |               |       |       |

### Negyeddöntők
| 2016. június 16. 21:30 (UTC–7) |

| Egyesült Államok       | 2–1               | Ecuador    |
| ---------------------- | ----------------- | ---------- |
| Dempsey 22' Zardes 65' | (1–0) Jegyzőkönyv | Arroyo 74' |

| CenturyLink Field, Seattle Nézőszám: 47 322 Játékvezető: Wilmar Roldán (kolumbiai) |

| 2016. június 17. 20:00 (UTC–4) |

| Peru                       | 0–0 (h. u.) | Kolumbia                           |
| -------------------------- | ----------- | ---------------------------------- |
|                            | Jegyzőkönyv |                                    |
| Büntetőpárbaj              |             |                                    |
| Ruidíaz Tapia Trauco Cueva | 2–4         | Rodríguez Cuadrado D. Moreno Pérez |

| MetLife Stadium, East Rutherford Nézőszám: 79 194 Játékvezető: Patricio Loustau (argentin) |

| 2016. június 18. 19:00 (UTC–4) |

| Argentína                           | 4–1               | Venezuela          |
| ----------------------------------- | ----------------- | ------------------ |
| Higuaín 8' 28' Messi 60' Lamela 71' | (2–0) Jegyzőkönyv | Salomón Rondón 70' |

| Gillette Stadion, Foxborough Nézőszám: 59 183 Játékvezető: Roberto García Orozco (mexikói) |

| 2016. június 18. 22:00 (UTC–7) |

| Mexikó | 0–7               | Chile                                           |
| ------ | ----------------- | ----------------------------------------------- |
|        | (0–2) Jegyzőkönyv | Puch 16' 88' Vargas 44' 52' 57' 74' Sánchez 49' |

| Levi's Stadium, Santa Clara Nézőszám: 70 547 Játékvezető: Héber Lopes (brazil) |

### Elődöntők
| 2016. június 21. 21:00 (UTC–5) |

| Egyesült Államok | 0–4               | Argentína                            |
| ---------------- | ----------------- | ------------------------------------ |
|                  | (0–2) Jegyzőkönyv | Lavezzi 3' Messi 32' Higuaín 50' 86' |

| NRG Stadium, Houston Nézőszám: 70 858 Játékvezető: Enrique Cáceres (paraguayi) |

| 2016. június 22. 20:00 (UTC–5) |

| Kolumbia | 0–2               | Chile                      |
| -------- | ----------------- | -------------------------- |
|          | (0–2) Jegyzőkönyv | Aránguiz 7' Fuenzalida 11' |

| Soldier Field, Chicago Játékvezető: Joel Aguilar (salvadori) |

### Bronzmérkőzés
| 2016. június 25. 20:00 (UTC–6) |

| Egyesült Államok | 0–1               | Kolumbia  |
| ---------------- | ----------------- | --------- |
|                  | (0–1) Jegyzőkönyv | Bacca 31' |

| University of Phoenix Stadium, Glendale |

### Döntő
| 2016. június 26. 20:00 (UTC–4) |

| Argentína                      | 0–0 (h. u.)       | Chile                                    |
| ------------------------------ | ----------------- | ---------------------------------------- |
|                                | (0–0) Jegyzőkönyv |                                          |
| Büntetőpárbaj                  |                   |                                          |
| Messi Mascherano Agüero Biglia | 2–4               | Vidal Castillo Aránguiz Beausejour Silva |

| MetLife Stadium, East Rutherford |